# Libre Garance !
Pour plus de détails, voir Fiche technique et Distribution.
Libre Garance ! est un film dramatique français réalisé par Lisa Diaz, sorti en 2022.

## Fiche technique
- Titre original : Libre Garance !
- Réalisation : Lisa Diaz
- Scénario et dialogues : Lisa Diaz
- Collabaration au scénario:  René Ballesteros, Clara Bourreau et Anne-Louise Trividic
- Musique : Carla Pallone
- Décors : Daniel Bevan
- Costumes : Julia Diaz
- Photographie : Julia Mingo
- Montage : Julien Cadilhac
- Son : Olivier Pelletier
- Production : Colette Quesson et Antoine Simkine
- Sociétés de production : Les Films d'Antoine et À perte de vue
- Société de distribution : Nour Films
- Pays de production :  France
- Langue originale : français
- Format : couleur — 2,35:1
- Genre : Drame
- Durée : 96 minutes
- Dates de sortie :
  - France : 21 septembre 2022

## Distribution
- Azou Gardahaut Petiteau : Garance
- Jeanne Vallet de Villeneuve : Louise
- Lætitia Dosch : Michelle
- Lolita Chammah : Marie
- Grégory Montel : Simon
- Simone Liberati : Tozzi
- Orso Leborgne : Lucien
- Salomé Leborgne : Myriam
- Sue Gantier : Chloé
- Nuria Loansi : Janice
- Pascal Miralles : le commissaire